# Pieni Ohensalo
Pieni Ohensalo är en ö i Finland. Den ligger i sjön Kyyvesi och i kommunerna Sankt Michel, Kangasniemi och Kangasniemi och landskapet Södra Savolax, i den södra delen av landet, 230 km nordost om huvudstaden Helsingfors. Öns area är 1,2 hektar och dess största längd är 200 meter i nord-sydlig riktning.